# American Society for Microbiology

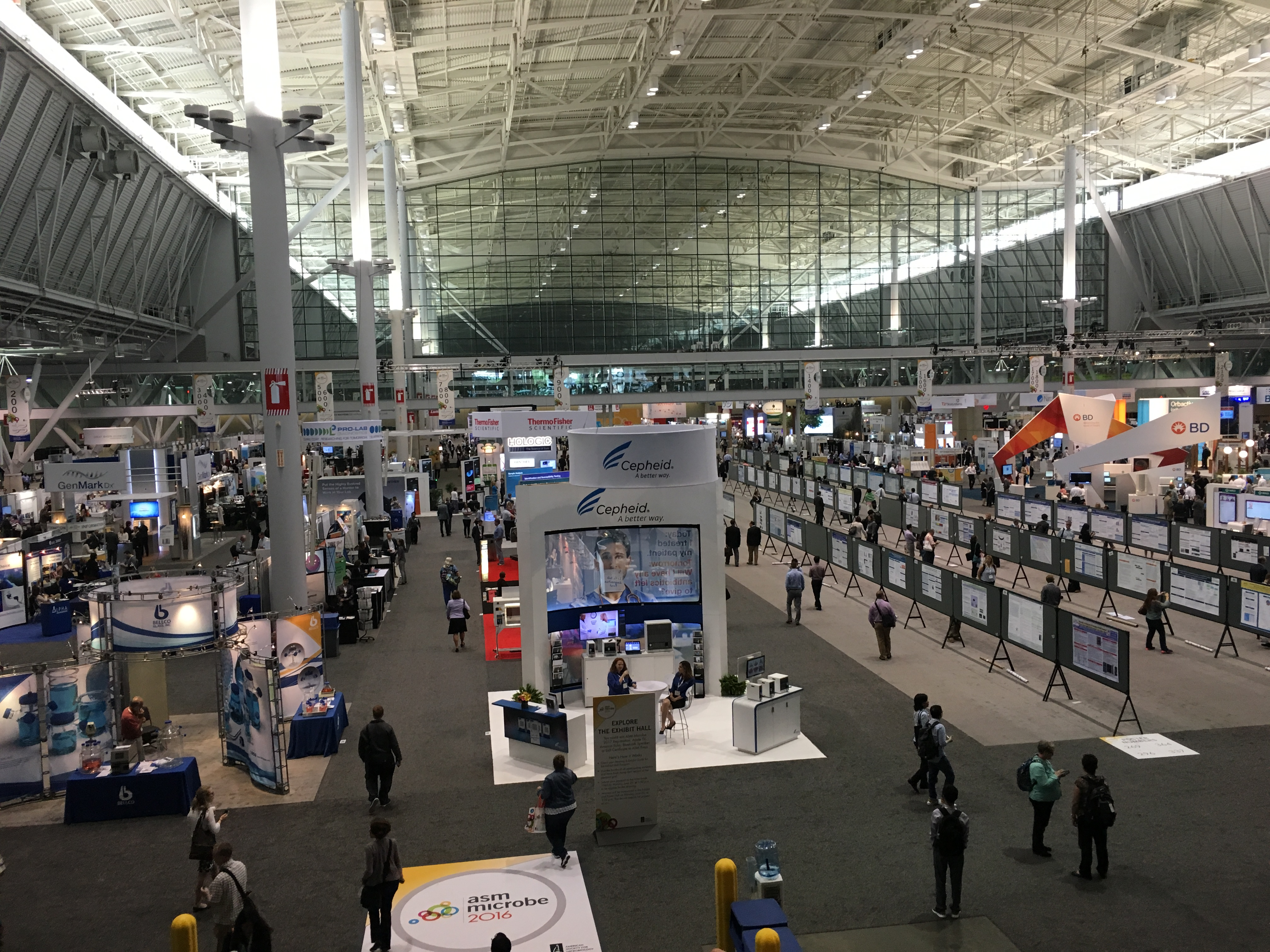
"ASM Microbe 2016" trade show, Boston 2016

American Society for Microbiology – międzynarodowa organizacja mikrobiologów założona w 1899 roku w USA jako Society of American Bacteriologists. Zrzesza 47 000 naukowców, w tym 1/3 spoza USA. Jest wydawcą wielu branżowych czasopism:
- Antimicrobial Agents and Chemotherapy
- Applied and Environmental Microbiology
- Clinical and Vaccine Immunology
- Clinical Microbiology Reviews
- Eukaryotic Cell
- Infection and Immunity
- Journal of Bacteriology
- Journal of Clinical Microbiology
- Journal of Virology
- mBio
- Microbiology and Molecular Biology Reviews
- Molecular and Cellular Biology